# James Heatly
James Heatly (Edimburgo, 20 de mayo de 1997) es un deportista británico que compite en saltos de trampolín.
Ganó dos medallas de bronce en el Campeonato Mundial de Natación de 2022 y cinco medallas en el Campeonato Europeo de Natación entre los años 2017 y 2022.
En los Juegos Europeos obtuvo cuatro medallas, tres en Bakú 2015, oro en trampolín 3 m, plata en trampolín sincronizado y bronce en trampolín 1 m, plata en Cracovia 2023 (trampolín 3 m sincro mixto).

## Palmarés internacional
| Campeonato Mundial | Campeonato Mundial    | Campeonato Mundial | Campeonato Mundial         |
| Año                | Lugar                 | Medalla            | Prueba                     |
| ------------------ | --------------------- | ------------------ | -------------------------- |
| 2022               | Budapest (Hungría)    | Medalla de bronce  | Trampolín 3 m sincro mixto |
| 2022               | Budapest (Hungría)    | Medalla de bronce  | Equipo mixto               |
| Juegos Europeos    |                       |                    |                            |
| Año                | Lugar                 | Medalla            | Prueba                     |
| 2015               | Bakú (Azerbaiyán)     | Medalla de oro     | Trampolín 3 m              |
| 2015               | Bakú (Azerbaiyán)     | Medalla de plata   | Trampolín 3 m sincro       |
| 2015               | Bakú (Azerbaiyán)     | Medalla de bronce  | Trampolín 1 m              |
| 2023               | Rzeszów (Polonia)     | Medalla de plata   | Trampolín 3 m sincro mixto |
| Campeonato Europeo |                       |                    |                            |
| Año                | Lugar                 | Medalla            | Prueba                     |
| 2017               | Kiev (Ucrania)        | Medalla de bronce  | Trampolín 3 m sincro       |
| 2018               | Glasgow (Reino Unido) | Medalla de bronce  | Trampolín 1 m              |
| 2019               | Kiev (Ucrania)        | Medalla de bronce  | Trampolín 3 m              |
| 2022               | Roma (Italia)         | Medalla de plata   | Trampolín 3 m sincro mixto |
| 2022               | Roma (Italia)         | Medalla de bronce  | Equipo mixto               |